# Casiano José Chavarria
Casiano José Chavarria (La Paz, 3 d'agost de 1901 - ?) fou un futbolista bolivià de la dècada de 1930.
Fou 8 cops internacional amb la selecció boliviana de futbol, amb la qual disputà la Copa del Món de futbol de 1930. També participà en els campionats sud-americans de 1926 i 1927. Pel que fa a clubs, defensà els colors del Calavera La Paz i The Strongest.